# Rakuten Japan Open Tennis Championships 2019
Rakuten Japan Open Tennis Championships 2019 (japonsky: 2019 年楽天ジャパン・オープン・テニス選手権 [Rakuten džapan ópun tenisu senšuken]) byl tenisový turnaj pořádaný jako součást mužského okruhu ATP Tour, který se odehrával na otevřených dvorcích s tvrdým povrchem v komplexu Ariake Coliseum. Událost se konala mezi 30. zářím až 6. říjnem 2019 v japonské metropoli Tokiu jako čtyřicátý sedmý ročník turnaje.
Turnaj s rozpočtem 2 046 340 dolarů patřil do kategorie ATP Tour 500. Nejvýše nasazeným hráčem ve dvouhře se stal první tenista světa Novak Djoković. Jako poslední přímý účastník do dvouhry nastoupil 59. hráč žebříčku Japonec Jošihito Nišioka.
Sedmdesátý šestý singlový titul na okruhu ATP Tour v jubilejním stém desátém finále vybojoval Srb Novak Djoković, který turnajem prošel bez ztráty sady. Sedmou společnou trofej ve čtyřhře a první sezónní triumf jako pár si odvezli Francouzi Nicolas Mahut s Édouardem Rogerem-Vasselinem.

## Distribuce bodů a finančních odměn

### Distribuce bodů
| Soutěž  | vítězové | finalisté | semifinalisté | čtvrtfinalisté | 16 v kole | 32 v kole | Q  | Q2 | Q1 |
| ------- | -------- | --------- | ------------- | -------------- | --------- | --------- | -- | -- | -- |
| dvouhra | 500      | 300       | 180           | 90             | 45        | 0         | 20 | 10 | 0  |
| čtyřhra | 500      | 300       | 180           | 90             | 0         | —         | —  | —  | —  |

### Finanční odměny
| Soutěž                   | vítězové | finalisté | semifinalisté | čtvrtfinalisté | 16 v kole | 32 v kole | Q2     | Q1     |
| ------------------------ | -------- | --------- | ------------- | -------------- | --------- | --------- | ------ | ------ |
| dvouhra                  | $391 430 | $196 590  | $99 195       | $52 125        | $26 055   | $14 415   | $2 920 | $1 490 |
| čtyřhra                  | $123 000 | $60 200   | $30 190       | $15 500        | $8 000    | —         | —      | —      |
| částky ve čtyřhře na pár |          |           |               |                |           |           |        |        |

## Dvouhra

### Nasazení hráčů
| Země                         | Hráč           | ATP | Nasazení |
| ---------------------------- | -------------- | --- | -------- |
| Srbsko                       | Novak Djoković | 1.  | 1.       |
| Chorvatsko                   | Borna Ćorić    | 14. | 2.       |
| Belgie                       | David Goffin   | 15. | 3.       |
| Francie                      | Benoît Paire   | 23. | 4.       |
| Francie                      | Lucas Pouille  | 24. | 5.       |
| Chorvatsko                   | Marin Čilić    | 28. | 6.       |
| USA                          | Taylor Fritz   | 30. | 7.       |
| Austrálie                    | Alex de Minaur | 31. | 8.       |
| Žebříček ATP k 23. září 2019 |                |     |          |

### Jiné formy účasti na turnaji
Následující hráči obdrželi divokou kartu do hlavní soutěže:
- Taró Daniel
- Go Soeda
- Júiči Sugita

Následující hráč obdržel do hlavní soutěže zvláštní výjimku:
- Lloyd Harris

Následující hráči postoupili z kvalifikace:
- Pablo Andújar
- John Millman
- Alexei Popyrin
- Jasutaka Učijama

### Odhlášení
před zahájením turnaje
- Kevin Anderson → nahradil jej  Lorenzo Sonego
- Laslo Djere → nahradil jej by  Juan Ignacio Londero
- Pierre-Hugues Herbert → nahradil jejy  Jordan Thompson
- Kei Nišikori → nahradil jej  Miomir Kecmanović
- Milos Raonic → nahradil jej  Jošihito Nišioka
- Stan Wawrinka → nahradil jej  Filip Krajinović

## Čtyřhra

### Nasazení párů
| Země                                                                                  | Hráč              | Země               | Hráč                   | ATP | Nasazení |
| ------------------------------------------------------------------------------------- | ----------------- | ------------------ | ---------------------- | --- | -------- |
| Španělsko                                                                             | Marcel Granollers | Argentina          | Horacio Zeballos       | 12. | 1.       |
| Francie                                                                               | Nicolas Mahut     | Francie            | Édouard Roger-Vasselin | 35. | 2.       |
| USA                                                                                   | Rajeev Ram        | Spojené království | Joe Salisbury          | 39. | 3.       |
| Chorvatsko                                                                            | Mate Pavić        | Brazílie           | Bruno Soares           | 39. | 4.       |
| Žebříček ATP k 23. září 2019; číslo je součtem žebříčkového postavení obou členů páru |                   |                    |                        |     |          |

### Jiné formy účasti
Následující páry obdržely divokou kartu do hlavní soutěže:
- Luke Bambridge /  Ben McLachlan
- Fabrice Martin /  Jasutaka Učijama

Následující pár postoupil do hlavní soutěže z kvalifikace:
- Divij Šaran /  Artem Sitak

## Přehled finále

### Mužská dvouhra
- Novak Djoković vs.  John Millman 6–3, 6–2

### Mužská čtyřhra
- Nicolas Mahut /  Édouard Roger-Vasselin vs.  Nikola Mektić /  Franko Škugor, 7–6(9–7), 6–4